# Mocoretá (localidad)
Mocoretá (en guaraní: Mokoretã) es una localidad argentina, en el departamento Monte Caseros, provincia de Corrientes, capital del Municipio de 2.ª Categoría Mocoretá. Su distancia a la capital correntina es de 410 kilómetros.
Se encuentra atravesada por la Ruta Nacional 14, en el límite interprovincial entre Corrientes y Entre Ríos.
Es un pueblo pequeño que abarca una de las zonas con mayor producción de citrus.
En los alrededores se encuentran ubicados grandes galpones de empaque donde se preparan los citrus ya seleccionados para ser exportados, en dichos galpones se encuentra trabajando gran parte de la población.
Mocoretá es una comunidad que se formó gracias a una fuerte inmigración con mayoría de italianos. Como homenaje a ellos, se construyó la Plaza de los Inmigrantes en la que se pueden ver figuras en relieve de cemento que muestran a personas bajando de los barcos y a colonos labrando la tierra a fuerza de bueyes.
Los aserraderos, industria pujante de esta ciudad, representan a grandes rasgos la segunda
actividad económica de la ciudad. Complementada a la actividad citrícola, produce una cantidad importante de cajones y embalajes de uso en la producción de citrus.

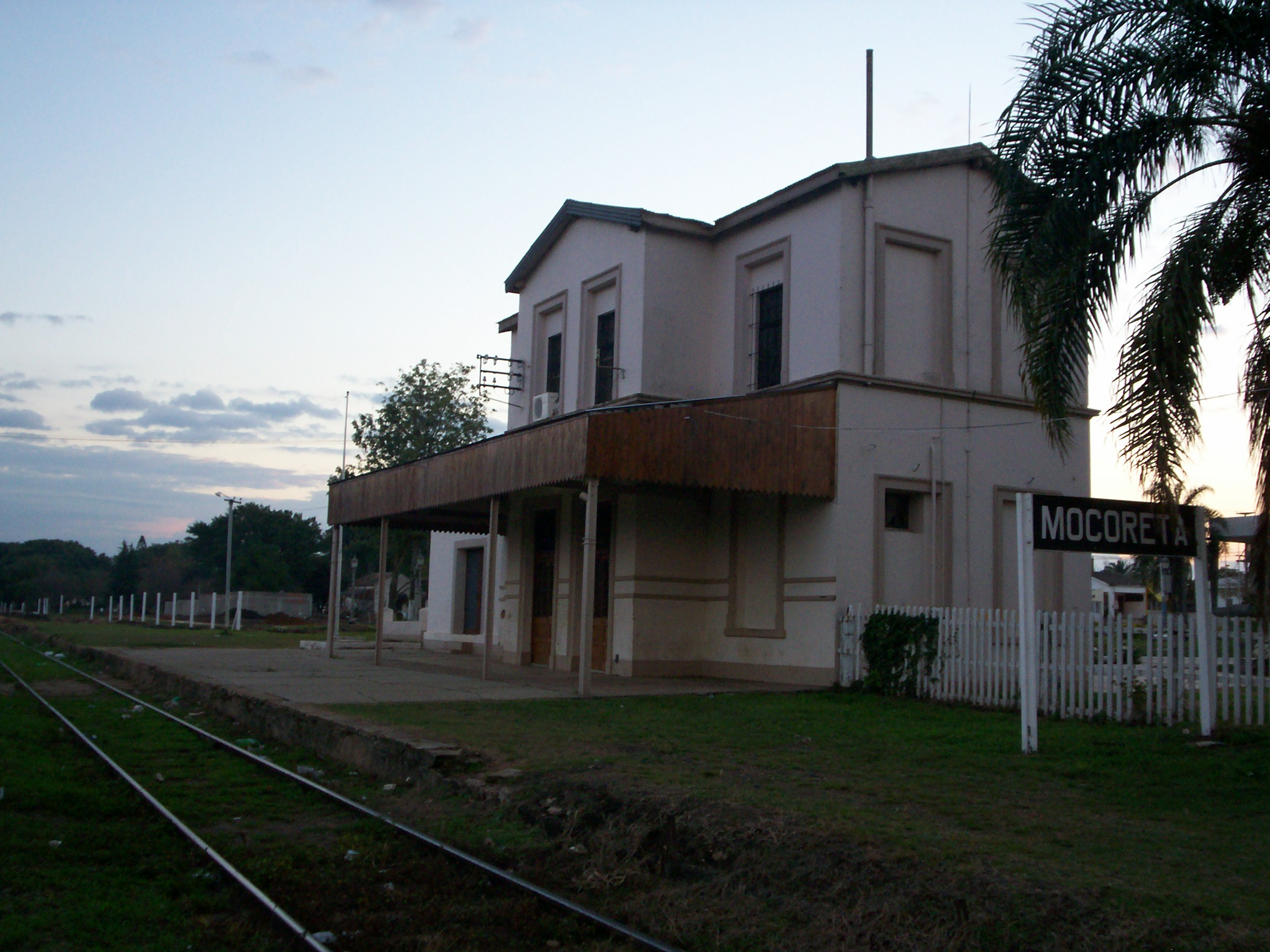
Estación Mocoretá, ferrocarril Urquiza.

## Historia
La localidad nacida el 20 de abril de 1875, denominada “La Perla del Sur” es el portal de acceso SE de la provincia de Corrientes, está rodeada por los Ríos Mocoretá y Uruguay y se accede a ella por la Ruta Nacional N.º 14 encontrándose a 513 kilómetros de la ciudad de Buenos Aires. 
Dentro del transporte ferroviario, por la localidad de Mocoretá pasan las vías férreas del ex F.C. Gral. Urquiza, actualmente concesionada a ALL Mesopotámica (América Latina Logística), por 30 años desde 1999. Esta línea férrea une la Mesopotamia con Buenos Aires, atravesando las provincias de Misiones, Corrientes y Entre Ríos, y conectando con Paraguay, Uruguay y con la red ferroviaria de ALL en Brasil.

## Toponimia

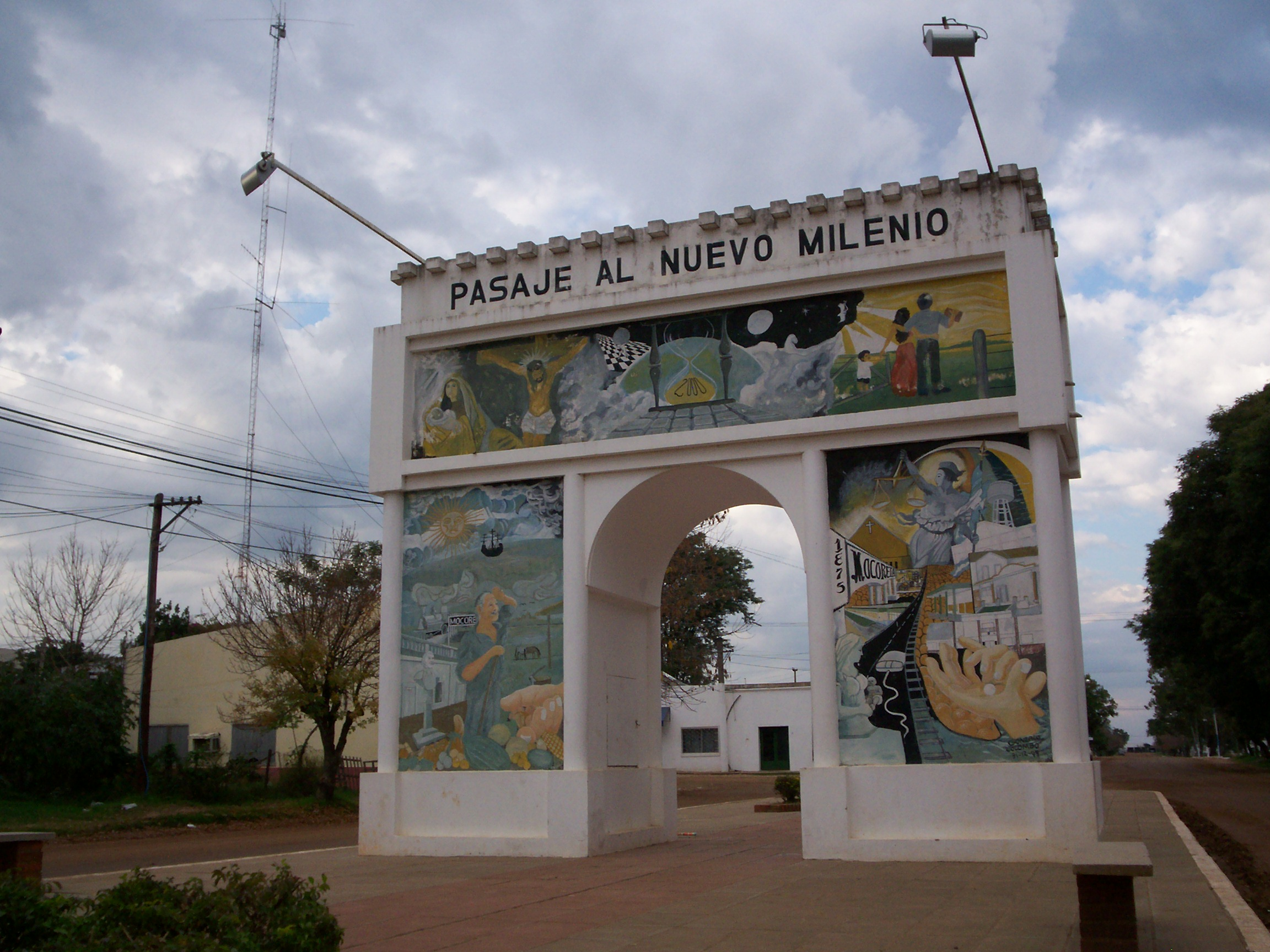
Arco del Milenio (Mocoretá).

Existen varias acepciones sobre el significado de la palabra guaraní Mokoretã:
- pueblo donde el río hace la vuelta, acepción negada por Groussac;
- mokõi: dos y retã: tierra, es decir dos tierras;
- mokovireta: tierra de mocovíes.
- Moko: significa tragar, engullir, comer y
- Retã: significa tierra o lugar.

## Población
Cuenta con 5 974 habitantes (Indec, 2010), lo que representa un incremento del 26,2% frente a los 4 732 habitantes (Indec, 2001) del censo anterior.
| Gráfica de evolución demográfica de Mocoretá entre 1991 y 2010 |
|                                                                |
| Fuente: Censos nacionales del INDEC                            |

## Producción
Es un pueblo pequeño que abarca una de las zonas con mayor producción de citrus. En los alrededores se encuentran ubicados grandes galpones de empaque donde se preparan los citrus ya seleccionados para ser exportados, en dichos galpones se encuentra trabajando gran parte de la población.
Mocoretá es una comunidad que se formó gracias a una fuerte inmigración con mayoría de italianos; de ahí la construcción de la Plaza de los Inmigrantes en la que se pueden ver figuras en relieve de cemento desde que las personas bajaron de los barcos hasta colonos labrando la tierra a fuerza de bueyes.
Los aserraderos, industria pujante de esta ciudad, representan a grandes rasgos la segunda actividad económica de la ciudad. Complementada a la actividad citrícola, produce una cantidad importante de cajones y embalajes de uso en la producción de citrus. Su distancia a la capital correntina es de 410 kilómetros.
Los comienzos de la localidad de Mocoretá están relacionados con la inauguración del ramal Federación Monte Caseros del ex Ferrocarril del Nor Este Argentino en el año 1875 y la instalación del Saladero  Mocoretá (año 1878) que fue el primer establecimiento industrial de gran importancia, dedicada a la elaboración de productos obtenidos de la faena de vacuno y equino para ser exportados. Los empleados y demás personas vinculadas al saladero vivían en sus inmediaciones donde tenían viviendas además de diferentes comercios que los abastecían de los elementos necesarios como así también una escuela y una oficina postal
A partir de la traslado de la estación del ferrocarril en su actual ubicación, los terrenos ubicados frente a este edificio que era la principal vía de comunicación, transporte y comercialización, las familias que habitaban el saladero junto a sus 2 instituciones comienzan a asentarse en lo que hoy es el casco urbano así como también en zonas aledañas lo que hoy conocemos como zona rural, por nombrar algunas Colonia San Andrés, La Venta, San Gregorio, Sáenz Valente, etc. Así comienza a tomar vida un pueblo que hoy es una pujante ciudad en constante crecimiento.-

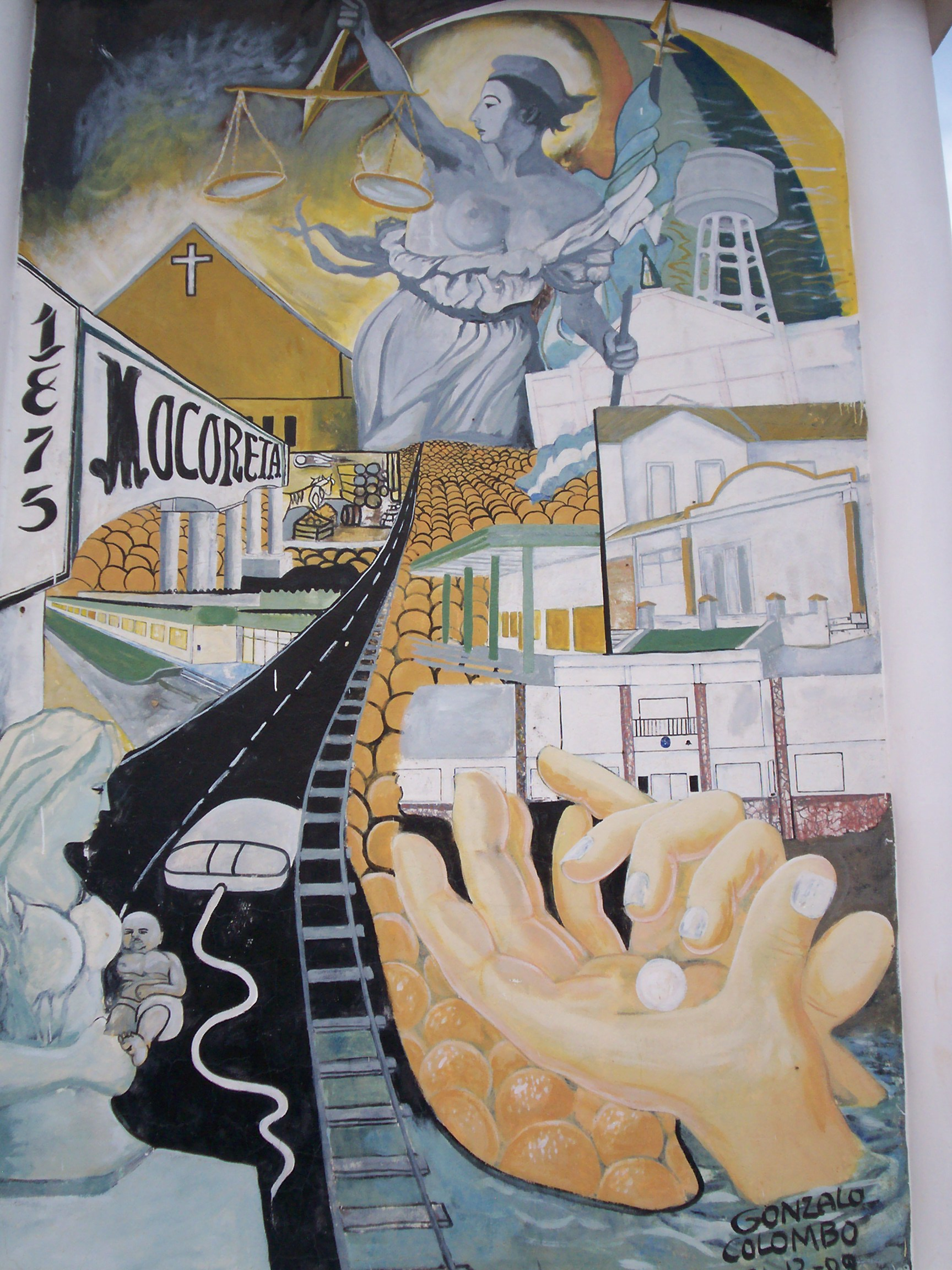
Mural histórico (Mocoretá).

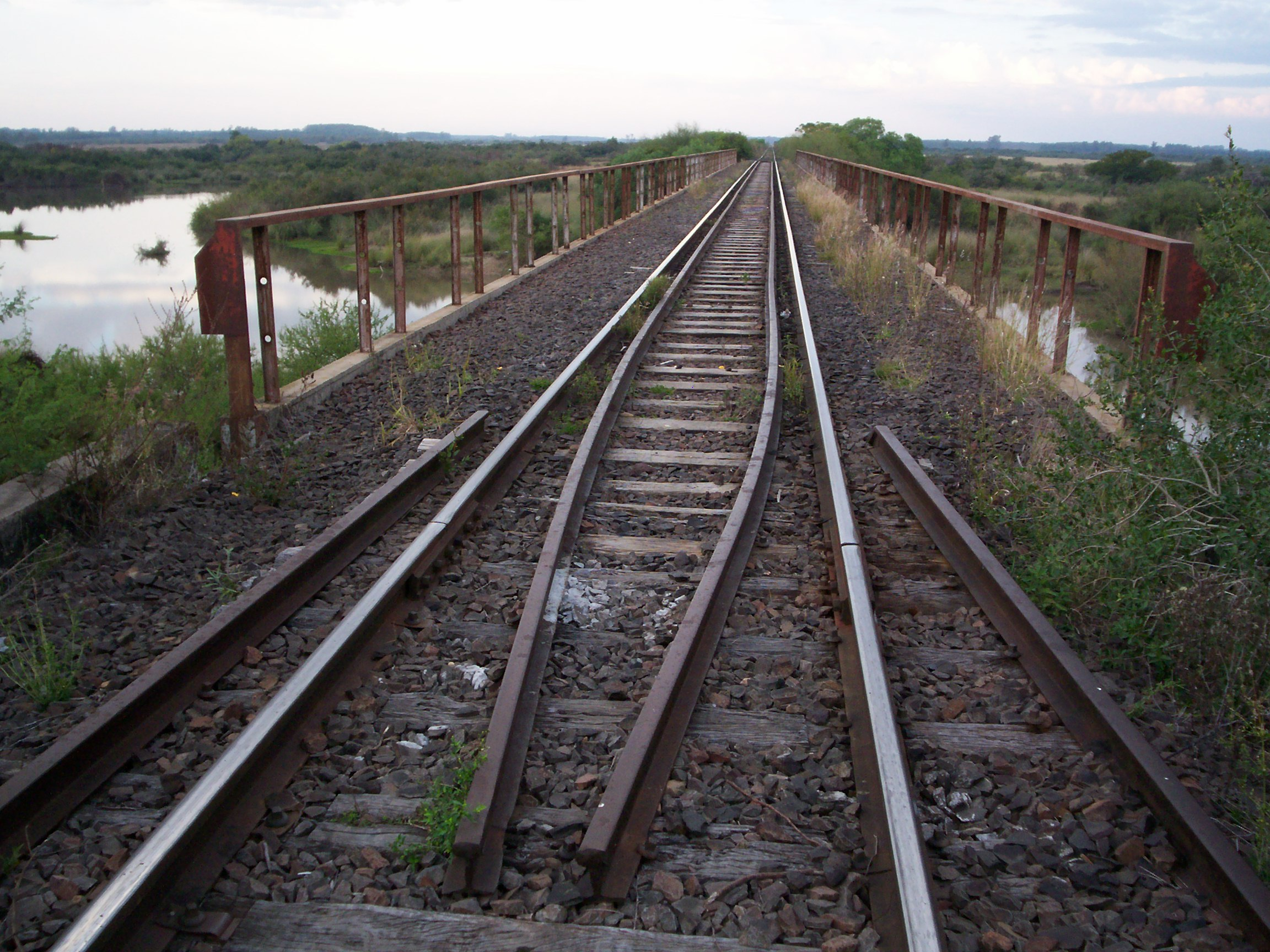
Puente del ferrocarril Urquiza sobre el arroyo Mocoretá (límite con la provincia de Entre Ríos).

## Fundación de Mocoretá
Corría el año 1875… Y el 20 de abril quedó establecido como el día en que esta localidad del sur correntino nace como tal. Esta determinación la tomó el Concejo Deliberante y el 1.º de noviembre de 1994,  la Municipalidad promulgó la Ordenanza N.º 49, en consonancia con la Ley provincial 4815 sancionada el 20 de septiembre de dicho año. La ordenanza declara feriado el 20 de abril y se remonta al año 1875, cuando en la fecha mencionada es habilitada la estación del ferrocarril, la que se constituyó en factor aglutinante de la población.
Mocoretá no fue fundada por Ley, decreto u otra norma legal. Simplemente hubo un avecinamiento espontáneo en torno a la estación del ferrocarril. De ahí que la Legislatura de Corrientes generó la ley respectiva, determinando que el 20 de septiembre de 1875 se habilitaba la Estación y el tramo ferroviario que unía Federación con Monte Caseros. Este acontecimiento contó con significativos actos, los que se vieron realzados con la presencia del Presidente de la República doctor Nicolás Avellaneda, quien arribó en el tren inaugural. Avellaneda había llegado por vía fluvial a Concepción del Uruguay, en donde se incorporó a la comitiva oficial junto con el gobernador de Entre Ríos doctor Leónidas Echagüe. Visitaron primeramente Colón, arribaron más tarde a Concordia y el 20 de abril llegaron a Mocoretá.
Mocoretá está unida en el devenir histórico a las tierras conocidas desde fines del siglo XVIII como Rincón de San Gregorio. El río Mocoretá marca el límite entre Corrientes y Entre Ríos y su curso de agua de 148 kilómetros nace en el extremo norte de la cuchilla grande y desagua en el Río Uruguay. En esa zona habían fundado una villa la familia Urquiza-Sáenz Valiente.
San Gregorio fue primero una estancia, fundada por el Capitán Juan de San Martín, padre del libertador, cuando este estaba como gobernador de las misiones hacia el año 1777 y decidió poblar los campos mesopotámicos ubicados entre el Miriñay y el Yeruá. El nombre habría sido en atención a la madre del libertador, doña Gregoria Matorras. En la época hispánica esta zona fue coto de caza de los pueblos originarios charrúas y minuanes.
El 22 de julio de 1826 San Gregorio es comprada por Juan Baraño en sociedad con Justo José de Urquiza y Vicente Montero, cuyo título de compra, tras largos años de conflicto, es reconocido en 1847 por la Legislatura de Corrientes.
Mocoretá fue espectador del tránsito de muchos ejércitos y expediciones que surcaron el litoral, como ser los ejércitos de Lavalle, Echagüe, Paz, los Madariaga, Urquiza, los aliados de la guerra contra el Paraguay, etc.
San Gregorio formó parte de los cuantiosos bienes que poseía Urquiza, y posterior a su muerte se hicieron cargo sus numerosos herederos. En consecuencia, dado los antecedentes, pareciera sensato y prudente asignar a la familia Urquiza-Sáenz Valiente la condición de fundadora de la localidad

## Parroquias de la Iglesia católica en Mocoretá

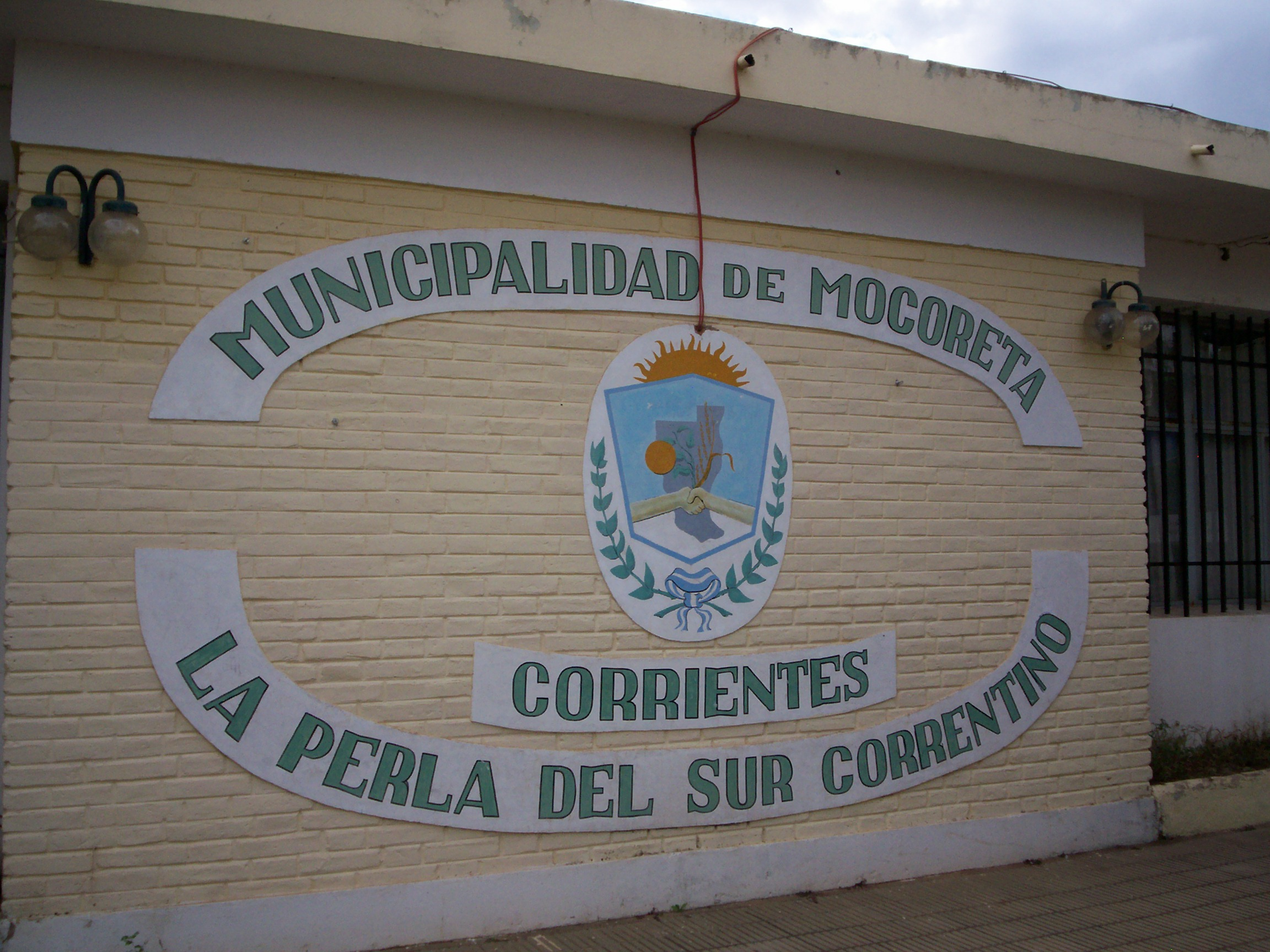
Edificio de la Municipalidad de Mocoretá.

| Diócesis  | Goya                    |
| --------- | ----------------------- |
| Parroquia | Nuestra Señora de Itatí |

## El Poder Judicial en Mocoretá
En la Provincia de Corrientes existen setenta y cinco municipios, de los cuales solamente veinticuatro tienen el privilegio de contar con un Juzgado de Paz: Mocoretá es uno de ellos. Si bien la institución había sido creada por ley provincial 4220 en el año 1988, recién comenzó a funcionar  en 2014, es decir veintiséis años después, hito que constituyó la concreción de un anhelo para los pobladores, quienes hasta entonces se veían obligados a trasladarse a la localidad de Monte Caseros (Corrientes) para hacer valer sus derechos en los estrados tribunalicios. Desde su inauguración, la dependencia se encuentra a cargo del abogado Luis Jorge Podestá.